# شهرستان اسکامبیا (آلاباما)
شهرستان اسکامبیا، آلاباما (به انگلیسی: Escambia County, Alabama) شهرستانی در ایالات متحده آمریکا است که در آلاباما واقع شده‌است.

## خصوصیات
شهرستان اسکامبیا ۲٬۴۶۸٫۲۷ کیلومترمربع مساحت دارد.